# Crescent Island, British Columbia
Crescent Island är en ö i Kanada.   Den ligger i provinsen British Columbia, i den södra delen av landet, 3 500 km väster om huvudstaden Ottawa.
I omgivningarna runt Crescent Island växer i huvudsak blandskog. Runt Crescent Island är det ganska tätbefolkat, med 139 invånare per kvadratkilometer.